# Llet de coco
|  | No s'ha de confondre amb Aigua de coco. |

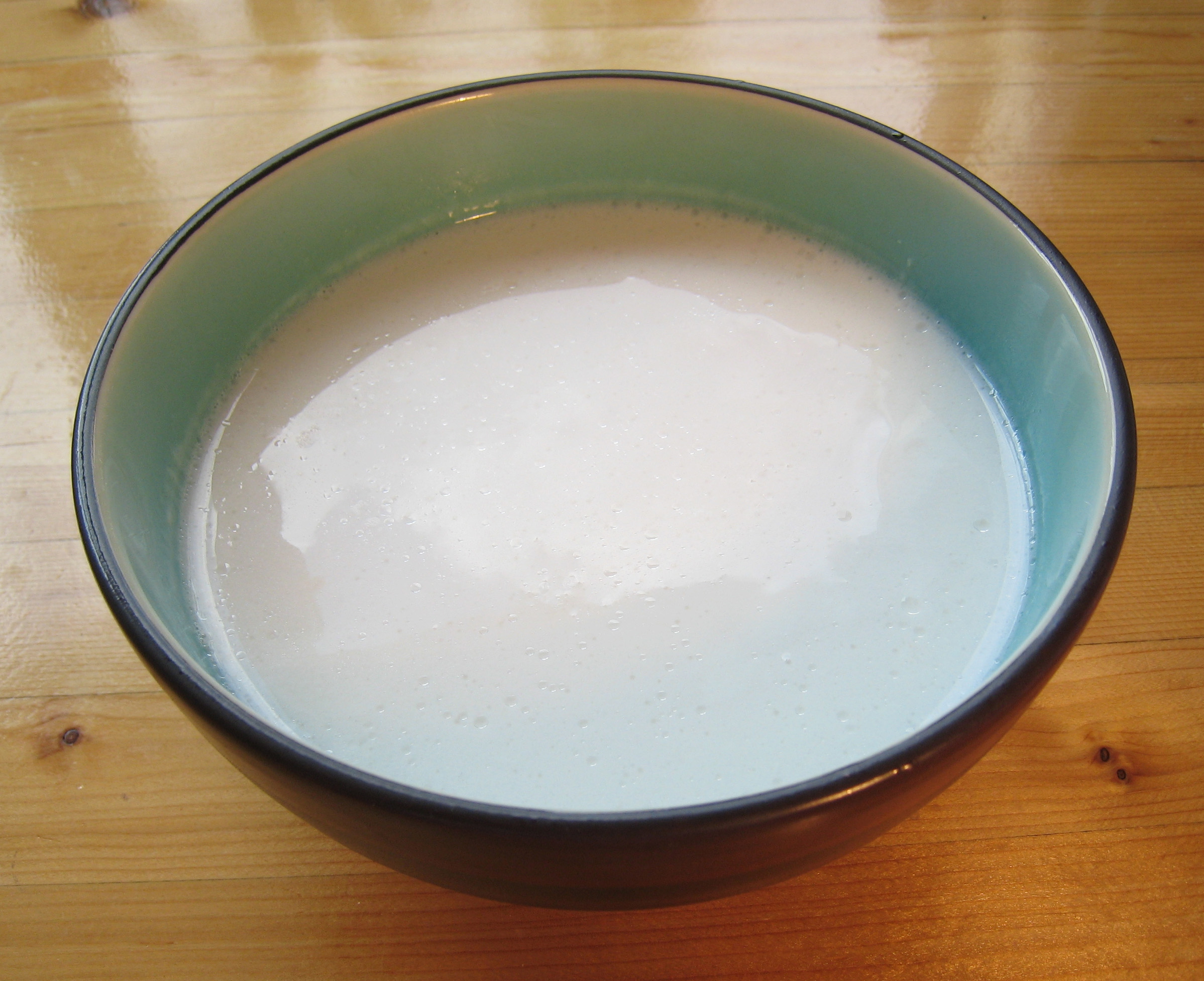
Llet de coco.

La llet de coco és una substància lletosa dolça de color blanquinós que deriva del mesocarpi dels cocos madurs. El color s'atribueix a l'alt contingut en oli de coco i als sucres. La llet de coco no és el mateix que l'aigua de coco (suc de coco), ja que aquest segon és el líquid que de manera natural es troba dins de la part buida del coco (entre la closca i la llavor).
Hi ha dos graus de llet de coco: gruixuda i fina. La gruixuda es prepara per premsada directa del coco ratllat i després submergida en aigua calenta i premsada una segona vegada o una tercera vegada per fer la llet de coco fina. La llet de coco gruixuda es fa servir per a fer postres i salses mentre la llet de coco fina es fa servir per a fer sopes i en la cuina en general. Si la llet de coco es presenta enllaunada, quan s'obre la llauna cal guardar-la en frigorífic i només dura pocs dies.
Es fan begudes basades en llet de coco a llocs com la Xina i Taiwan afegint també altres ingredients com llet evaporada o llet fresca. Entre les begudes que porten llet de coco hi ha la pinya colada. A les illes Rennell i Salomó se'n fa una beguda alcohòlica per fermentació. Al Brasil la llet de coco és un ingredient amb l'aiguardent de canya (cachaça) per fer còctels com la batida de coco.
100 grams de llet de coco tenen una energia alimentària de 197 kJ, amb 2,81 grams de carbohidrats, 21,33 de greixos (dels quals 18,915 grams són greixos saturats i 2,02 grams de proteïnes. Es considera saludable en la tradició aiurveda, i modernament s'ha trobat que té qualitats hiperlipidèmiques i propietats antibacterianes en el tracte gastrointestinals i de forma tòpica. També s'usa contra úlceres bucals.
El 1943, Johannes van Overbeek descobrí que la llet de coco incrementa el creixement vegetal. Això passa per molts factors però especialment pel contingut en la citoquinina anomenada zeatina. No funciona en plantes com els raves. L'addició del 10% de llet de coco al substrat en què es cultiva el blat ha mostrat millores substancials en el rendiment.